# Martin Hamuljak
Martin Hamuliak (Oravská Jasenica, 19 aprile 1789 – Námestovo, 31 marzo 1859) è stato un attivista, linguista e giornalista slovacco.

## Biografia
Frequentò la scuola elementare di Námestovo, quindi proseguì gli studi a Buda e ad Eger. Nel 1812 terminò gli studi di giurisprudenza a Presburgo, l'odierna Bratislava. Dal 1813 fu impiegato nel consiglio della regia luogotenenza del regno d'Ungheria a Buda, Presburgo e Košice.
Insieme a Ján Kollár fondò nel 1826 il Circolo di lettura slovacco (Slovenský čitateľský spolok).
Nel 1830 Martin Hamuljak richiese al consiglio della luogotenenza il permesso di pubblicare il giornale politico Buďinskí priateľ nella lingua slovacca codificata da Anton Bernolák (bernoláčtina), sebbene lui stesso ancora non la padroneggiasse appieno. La sua richiesta fu respinta dalle autorità.
Nel 1834 fu cofondatore del Circolo degli amatori della lingua e cultura slovacche (Spolok milovníkov reči a literatúry slovenskej), che riuniva nella stessa associazione cattolici ed evangelici; dello stesso circolo fu anche presidente. Fu editore di quattro annate dell'almanacco Zora e curatore delle opere complete di Ján Hollý, Pavel Jozef Šafárik, Ján Kollár e Bohuslav Tablic.
Fu una delle principali personalità della cultura slovacca della giovane generazione di Anton Bernolák. Il paese di Hamuliakovo è stato così chiamato in suo onore nel 1948.